# Чехалис
Чех̀алис (на английски: Chehalis) е град в окръг Луис, щата Вашингтон, САЩ. Чехалис е с население от 7057 жители (2000) и обща площ от 14,5 km². Намира се на 74 m надморска височина. ЗИП кодът му е 98532, а телефонният му код е 360.